# گورستان امیر (اولیاء)
گورستان امیر (اولیا) مربوط به سدهٔ ۱۰ ه.ق است و در شهرستان مراغه، بخش مرکزی، روستای امیر واقع شده و این اثر در تاریخ ۱۴ مرداد ۱۳۸۲ با شمارهٔ ثبت ۹۴۷۳ به‌عنوان یکی از آثار ملی ایران به ثبت رسیده است.